# 亚历山大·努里
亞歷山大·努里（Template:PerB，1979年8月20日—）是一位伊朗裔的已退役德國足球運動員以及現任足球教練。他現在在德國足球甲級聯賽球隊雲達不萊梅擔任主教練。

## 職業生涯
努里出生於德國下薩克森州的布克斯特胡德。1998年，他與德甲球隊雲達不萊梅簽下了職業合約。在經歷短暫租借至美國A聯賽球隊西雅圖海灣者的日子後，他開始為雲達不萊梅業餘隊比賽。
2001年7月，他轉會至德國北部地區聯賽球隊烏丁根。2004年夏天，烏丁根的主教練克勞斯-迪特·沃利茲前往另一支德北地區聯賽球隊奧斯納貝克執教，努里也跟隨他轉會至奧斯納布魯克，並幫助球隊在2006–07賽季奪得北部地區聯賽亞軍，升級至德乙。
2008年夏天，在奧斯納布魯克效力四年之後，他回到北部地區聯賽，加盟。2008–09賽季，他幫助他的新球隊奪得北部地區聯賽冠軍，成功升級至德丙聯賽。
2010年7月1日，努里自由轉會至下萨克森足球高级联赛球隊奧爾登堡。2011–12賽季，他為參加下薩克森州聯賽的奧爾登堡二隊出賽，並開始兼任教練員。賽季結束後，努里宣布退役。

## 執教生涯
努里在退役前的2011年11月便進入了奧爾登堡的教練組。2013年4月22日，他正式成為奧爾登堡的主教練。2013–14賽季，他帶隊奪得北部地區聯賽的第三名。
2014年夏天，努里回到他職業生涯的起點，加入了雲達不萊梅的教練組。2014年10月25日，雲達不萊梅主教練羅賓·杜特因為戰績不佳遭到解雇，二隊主教練维克托·斯克里普尼克繼任。努里便接下空缺的二隊主教練的職務。2016年9月18日，斯克里普尼克被球隊解雇後，努里被指派為代理主教練，直到球隊另聘新任主教練為止。但隨後在10月2日，雲達不萊梅宣布和努里簽下一紙直到賽季結束的合約，正式成為新任主教練。

### 执教数据
最後更新：2017年4月22日
| 俱乐部         | 自             | 至            | 成绩 | 成绩 | 成绩 | 成绩 | 成绩  | 成绩 |
| 俱乐部         | 自             | 至            | 场   | 胜   | 平   | 负   | 胜%   | 注   |
| -------------- | -------------- | ------------- | ---- | ---- | ---- | ---- | ----- | ---- |
| 奧爾登堡       | 2013年4月22日  | 2014年6月30日 | 41   | 20   | 11   | 10   | 48.78 |      |
| 云达不来梅二队 | 2014年10月25日 | 2016年9月18日 | 69   | 26   | 18   | 25   | 37.68 |      |
| 雲達不萊梅     | 2016年9月18日  | 至今          | 27   | 12   | 6    | 9    | 44.44 |      |
| 总计           | 总计           | 总计          | 137  | 58   | 35   | 44   | 42.34 | —    |

## 個人生活
努里的父親在伊朗的拉什特出生，並在德黑蘭長大。他的母親是一位德國人。

## 榮譽
霍爾斯坦基爾
- 德國北部地區聯賽冠軍：2008–09

## 外部連結
- 官方網站（页面存档备份，存于）（德文）
- Fussballdaten.de：亞歷山大·努里（页面存档备份，存于）之統計數據（德文）
- weltfussball.de：亞歷山大·努里（页面存档备份，存于）之統計數據（德文）